# Pákozdi László (labdarúgó)
Pákozdi László, Pfandler (1916. június 30. – Santiago de Chile, 1993. március 23.) válogatott labdarúgó, jobbhátvéd, edző. A második világháború után Chilébe emigrált.

## Pályafutása

### Klubcsapatban
Az Elektromos labdarúgója volt. A legjobb eredménye a csapattal az 1940-ben és 1941-ben elért hetedik hely volt a bajnokságban. Gyors, jó rúgótechnikával rendelkező játékos volt, aki balszélsőként kezdte élvonalbeli pályafutását, végül a jobbhátvéd posztján vált válogatott labdarúgóvá. Taktikailag képzett, kitűnően helyezkedő hátvéd volt.

### A válogatottban
1939 és 1940 között kilenc alkalommal szerepelt a magyar válogatottban.

### Edzőként
1957-ben a chilei labdarúgó-válogatott szövetségi kapitánya volt.

## Sikerei, díjai
- Magyar bajnokság
  - 7.: 1939–40, 1940–41

## Statisztika

### Mérkőzései a válogatottban
| Magyarország | Magyarország         | Magyarország                   | Magyarország | Magyarország | Magyarország | Magyarország | Magyarország | Magyarország |
| #            | Dátum                | Helyszín                       | Hazai        | Eredmény     | Vendég       | Kiírás       | Gólok        | Esemény      |
| ------------ | -------------------- | ------------------------------ | ------------ | ------------ | ------------ | ------------ | ------------ | ------------ |
| 1.           | 1939. szeptember 24. | Budapest, Üllői úti pálya      | Magyarország | 5 – 1        | Németország  | barátságos   | -            |              |
| 2.           | 1940. március 31.    | Budapest, Üllői úti pálya      | Magyarország | 3 – 0        | Svájc        | Európa-kupa  | -            |              |
| 3.           | 1940. április 7.     | Berlin, Olimpiai Stadion       | Németország  | 2 – 2        | Magyarország | barátságos   | -            |              |
| 4.           | 1940. május 2.       | Budapest, Üllői úti pálya      | Magyarország | 1 – 0        | Horvátország | barátságos   | -            |              |
| 5.           | 1940. május 19.      | Budapest, Üllői úti pálya      | Magyarország | 2 – 0        | Románia      | barátságos   | -            |              |
| 6.           | 1940. szeptember 29. | Budapest, Üllői úti pálya      | Magyarország | 0 – 0        | Jugoszlávia  | barátságos   | -            |              |
| 7.           | 1940. október 6.     | Budapest, Üllői úti pálya      | Magyarország | 2 – 2        | Németország  | barátságos   | -            |              |
| 8.           | 1940. december 1.    | Genova, Luigi Ferraris Stadion | Olaszország  | 1 – 1        | Magyarország | barátságos   | -            |              |
| 9.           | 1940. december 8.    | Zágráb, Građanski-stadion      | Horvátország | 1 – 1        | Magyarország | barátságos   | -            |              |
|              | Összesen             |                                |              | 9            | mérkőzés     |              | 0            | gól          |